# Mormolyca culebrica
Mormolyca culebrica är en orkidéart som beskrevs av Bogarín och Franco Pupulin. Mormolyca culebrica ingår i släktet Mormolyca och familjen orkidéer. Inga underarter finns listade i Catalogue of Life.